# Bogusław Leśnodorski
Bogusław Leśnodorski (ur. 27 maja 1914 w Krakowie, zm. 1 lipca 1985 w Warszawie) – polski historyk ustroju i myśli politycznej, profesor nauk prawnych, nauczyciel akademicki Uniwersytetu Warszawskiego. Członek PPS w latach 1947–1948, członek PZPR w latach 1948–1985.

## Życiorys
Urodził się 27 maja 1914 w Krakowie, w rodzinie Gustawa i Marii z Owińskich (1882–1969). Jego starszym bratem był Zygmunt, a szwagierką Aleksandra. W 1932 ukończył III Gimnazjum im. Jana Sobieskiego w Krakowie, w którym nauczał jego ojciec. Studiował na Wydziale Prawa Uniwersytetu Jagiellońskiego, który ukończył w 1936. Podczas studiów należał do Związku Polskiej Młodzieży Demokratycznej oraz działał w Towarzystwie Biblioteki Słuchaczy Prawa UJ. Po studiach podjął aplikację adwokacką u mecenasa Bronisława Drozdowskiego oraz został asystentem w Katedrze Historii Ustroju Polski UJ. W 1938 obronił doktorat, na podstawie dysertacji Stosunek prawno-państwowy Prus Królewskich do Korony w latach 1454–1569, jego promotorem był Stanisław Kutrzeba.

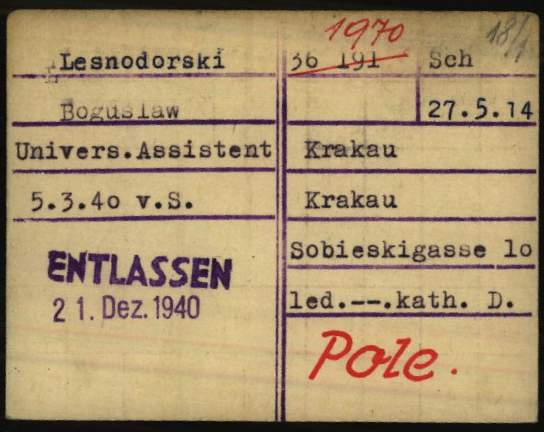
Karta rejestracyjna Bogusława Leśnodorskiego jako więźnia w nazistowskim obozie koncentracyjnym w Dachau

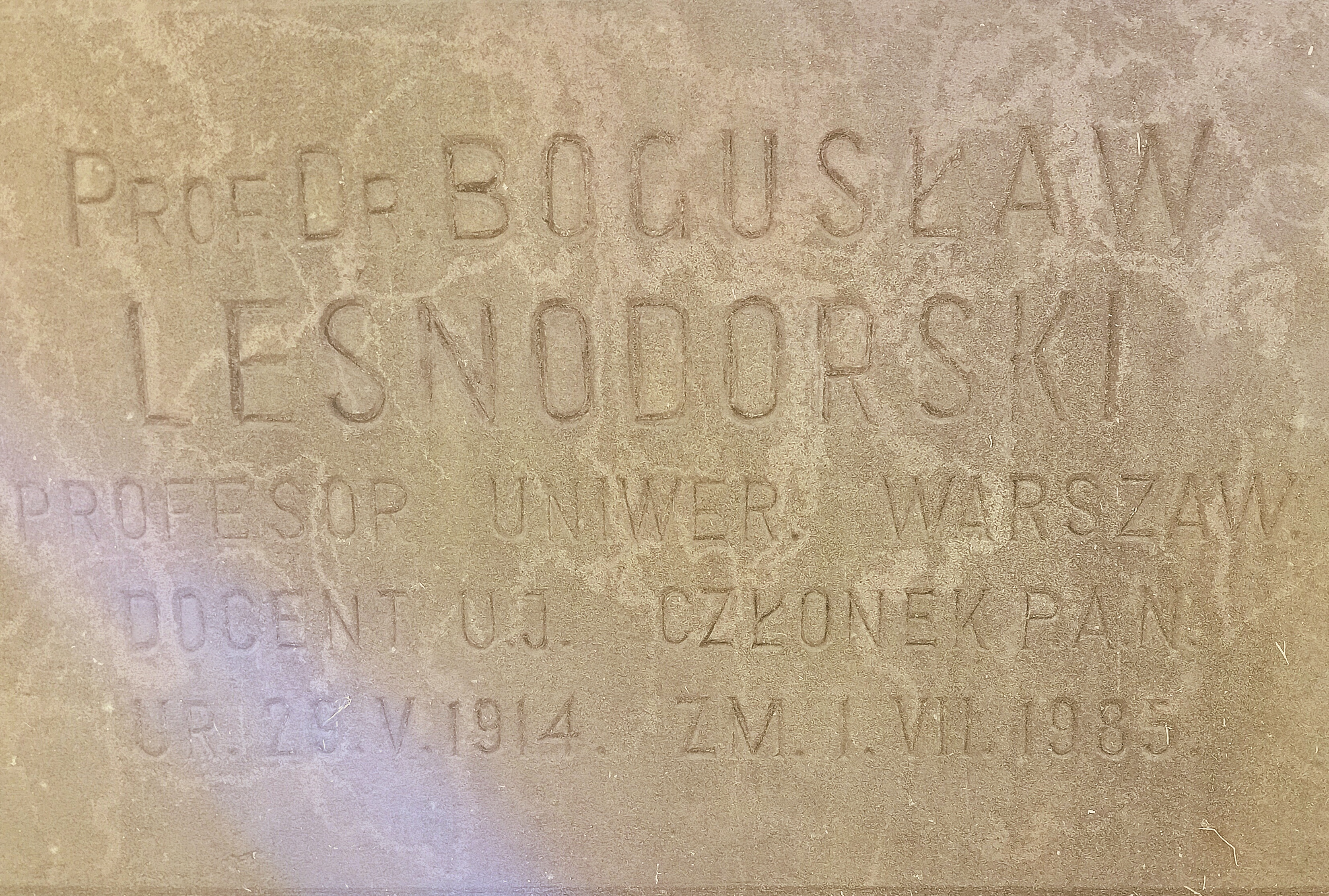
Inskrypcja nagrobna Bogusława Leśnodorskiego

W listopadzie 1939 został uwięziony w ramach Sonderaktion Krakau. Przebywał w obozach koncentracyjnych Sachsenhausen i Dachau. Zwolniony został w lutym 1940. Po powrocie do Krakowa podjął pracę w Żeńskiej Szkole Handlowej, równocześnie był zaangażowany w tajne nauczanie na Wydziale Prawa Uniwersytetu Jagiellońskiego, gdzie prowadził zajęcia z polskiej i powszechnej historii ustroju oraz encyklopedii i teorii prawa.
Po wojnie początkowo uczył w Liceum Hotelarskim (1945–1948), potem w Wyższej Szkole Handlowej Społecznej (1948–1950), będąc jednocześnie adiunktem, a następnie docentem etatowym UJ. W 1947 uzyskał habilitację na podstawie dorobku naukowego oraz rozprawy Dzieło Sejmu Czteroletniego. W 1949 uzyskał profesurę na Akademii Handlowej w Krakowie. Od 1950 wykładał na Wydziale Prawa Uniwersytetu Warszawskiego jako profesor nadzwyczajny, a od 1958 profesor zwyczajny. W latach 1965–1968 był dziekanem Wydziału Prawa i Administracji UW. Od 1973 był członkiem korespondentem Polskiej Akademii Nauk. W 1966 uzyskał doktorat honoris causa Uniwersytetu w Tuluzie. W czerwcu 1968 roku wszedł w skład Komitetu Przygotowawczego obchodów 500 rocznicy urodzin Mikołaja Kopernika. Był członkiem rady naukowej Ośrodka Badań Naukowych im. Wojciecha Kętrzyńskiego w Olsztynie.
Głównym obszarem jego badań było polskie oświecenie. Opublikował m.in. książki: Polscy jakobini, Rozmowy z przeszłością. Dziesięć wieków Polski.  a także opracował pisma Kuźnicy Kołłątajowskiej. Był także współautorem (wraz z Juliuszem Bardachem i Michałem Pietrzakiem) wielokrotnie wznawianego podręcznika Historia ustroju i prawa polskiego.
Był mężem Haliny (1916–2019), mieli córkę i syna. Ich wnuk Bogusław (ur. 1975), jest prawnikiem, w latach 2012–2017 był prezesem Legii Warszawa.
Zmarł 1 lipca 1985 w Warszawie, pochowany 8 lipca 1985 na cmentarzu Rakowickim w Krakowie (kwatera XXVIIIA-płd-po lewej Kulków).

## Ordery i odznaczenia
- Krzyż Komandorski Orderu Odrodzenia Polski[15][16]
- Krzyż Oficerski Orderu Odrodzenia Polski (16 lipca 1954)[17]
- Złoty Krzyż Zasługi (22 lipca 1951)[18]
- Medal 10-lecia Polski Ludowej (19 stycznia 1955)[19]
- Odznaka tytułu honorowego „Zasłużony nauczyciel PRL”

## Nagrody
- Nagroda Państwowa III stopnia za pracę - historyczno-prawną pt. Dzieło Sejmu Czteroletniego (1951)[20]
- Nagroda Państwowa II stopnia (zespołowa) za koncepcję, opracowanie naukowe i realizację wystawy „Wiek Oświecenia w Polsce” (1952)[21][22]